# Glaslamelle

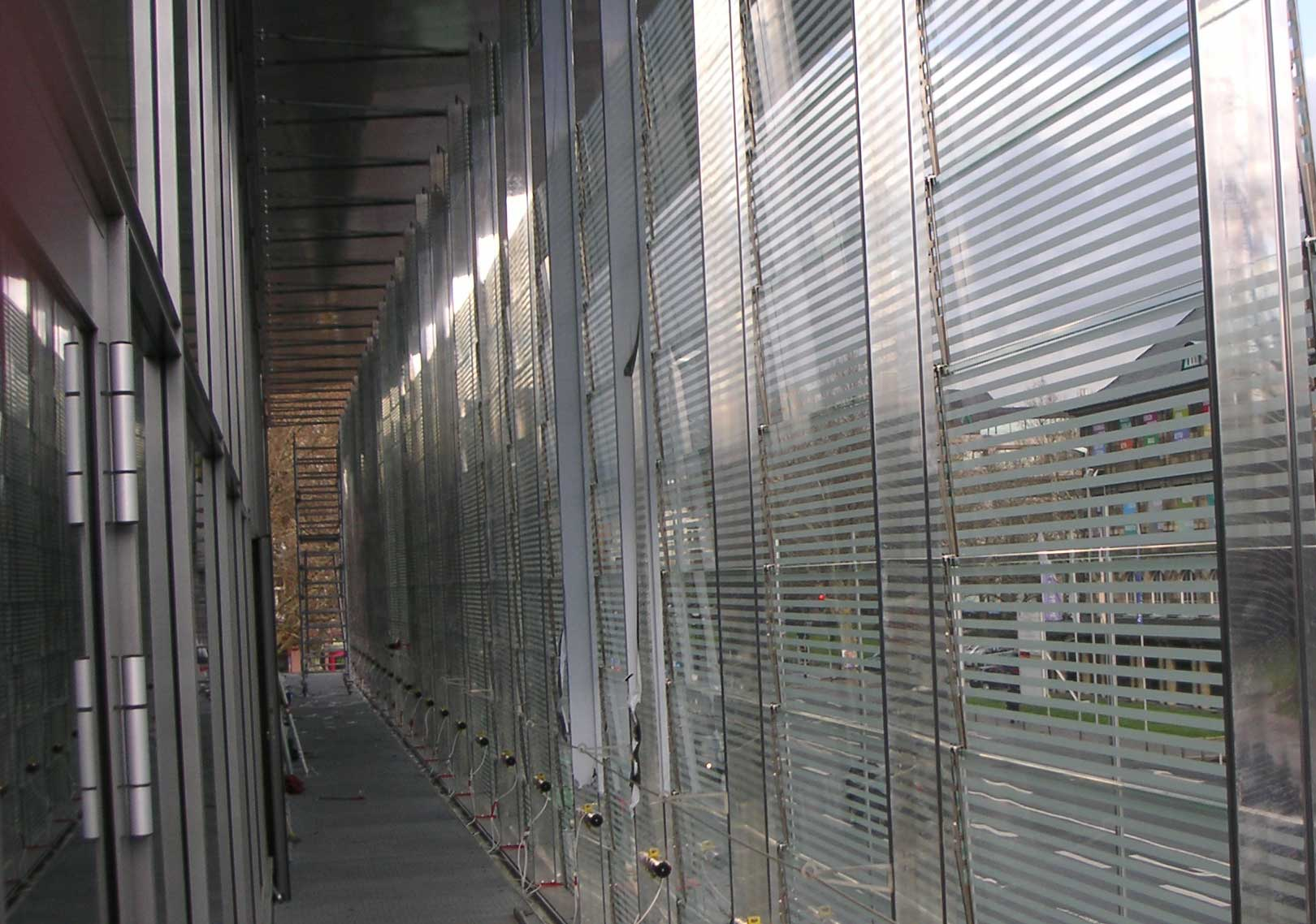
Doppelfassade mit Glaslamellen

Als Glaslamellen werden in der Architektur Lamellen aus Glas bezeichnet. Feststehende Glaslamellen dienen als Sonnenschutz und Gestaltungsmittel für Fassaden. Bewegliche Glaslamellen werden zur Regelung der Belüftung eingesetzt oder einfach, weil man freie Sicht haben will. Sie werden als Lamellenfenster oder großflächige Lamellenfassade ausgeführt. Auch als zweite Haut einer Doppelfassade werden Glaslamellen eingesetzt.

## Ausführungsarten
Glaslamellen können als Einfachglas oder als Isolierglas ausgeführt sein. Sind sie beweglich, gelten sie als sogenannte Überkopfverglasung, weil in offenem Zustand jemand unter den Lamellen stehen kann. In diesem Fall müssen sie aus VSG (Verbund-Sicherheitsglas) sein, bestehend aus zwei Schichten TVG (teilvorgespanntes Glas) mit dazwischen liegender PVB-Kunststofffolie.
Wird eine Isolierglaslamelle am Dach eingesetzt, steht an der vorderen Kante die äußere der beiden Gläser über (Überstandsscheibe) und überlappt wie beim Ziegeldach damit die darunterliegende Lamelle. Damit ist die dauerhafte Dichtigkeit ohne sog. Kältebrücke gewährleistet.